# Prosenka
Prosenka je přírodní památka poblíž obce Kamenice v okrese Jihlava v nadmořské výšce 550–570 metrů. Oblast spravuje Krajský úřad Kraje Vysočina. Důvodem ochrany jsou travinobylinná společenstva bývalých extenzivních pastvin s výskytem silně ohroženého taxonu. Prohlášena za maloplošnou přírodní rezervaci roku 1998.